# 福井地方気象台

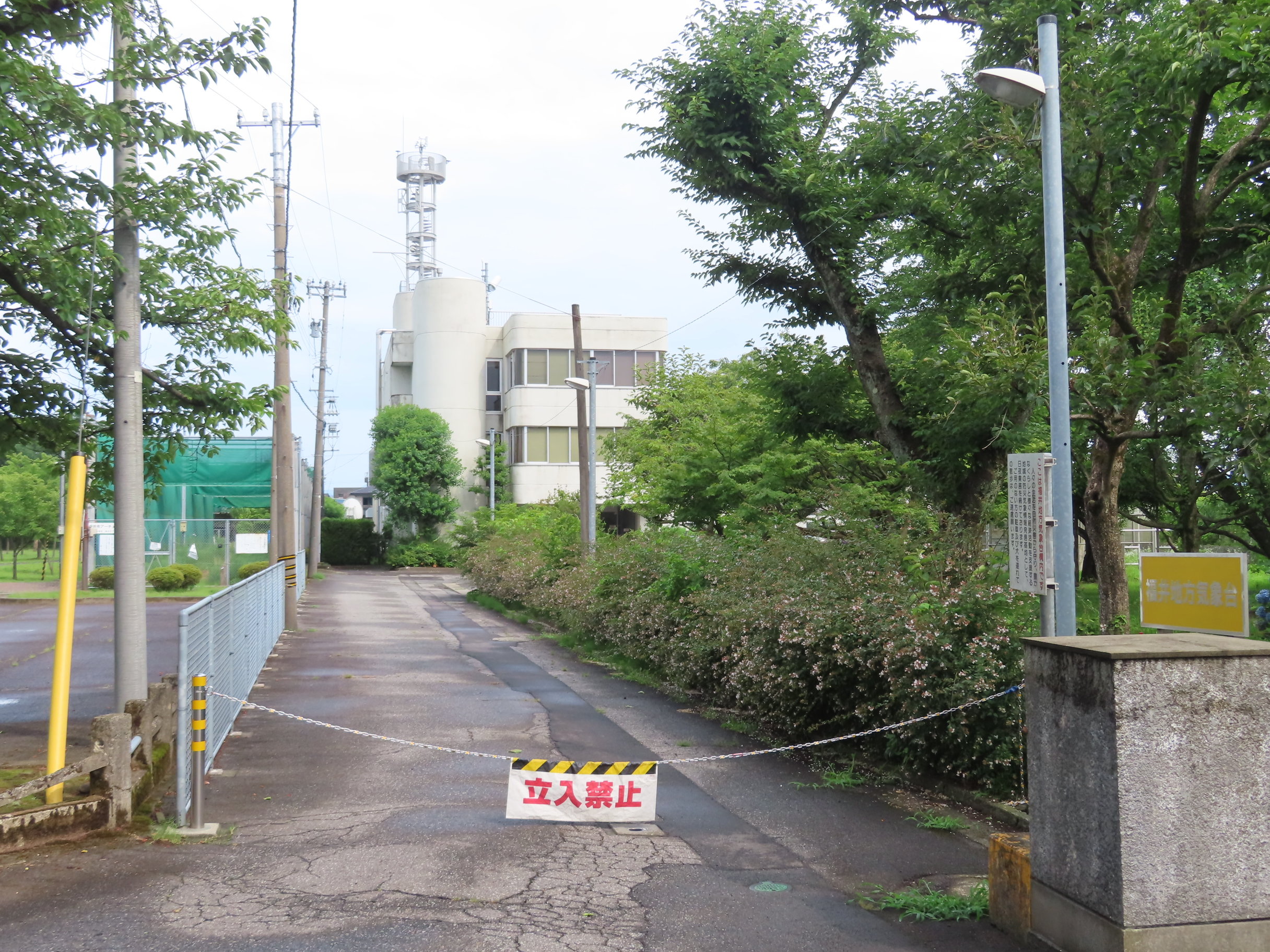
外観（2022年7月）

福井地方気象台（ふくいちほうきしょうだい）は、福井県福井市にある地方気象台。

## 概要
東京管区気象台の管轄下にあり、福井県内の地上気象観測、地域気象観測（アメダス）、生物季節観測からなる気象観測業務、予報業務、地震情報・防災・広報業務を行っている。

## 沿革
- 1897年（明治30年）1月1日 - 福井市日之出町に福井県営福井測候所を設置。
- 1947年（昭和22年）12月11日 - 現所在地の福井市豊島に移転。

## 天気予報区分
福井県嶺北
- 嶺北北部 - 福井市、あわら市、坂井市、吉田郡永平寺町及び丹生郡越前町
- 嶺北南部 - 鯖江市、越前市、今立郡池田町及び南条郡南越前町
- 奥越 - 勝山市及び大野市

福井県嶺南
- 嶺南東部 - 敦賀市、三方郡美浜町及び三方上中郡若狭町
- 嶺南西部 - 小浜市、大飯郡おおい町及び高浜町